# Segunda Categoría de Ecuador 1967
El Campeonato Ecuatoriano de Fútbol de Segunda Categoría 1967 (anteriormente conocida como Segunda División) fue la 1.ª edición de la tercera división del fútbol ecuatoriano. El torneo fue organizado por la Asociación Ecuatoriana de Fútbol (hoy Federación Ecuatoriana de Fútbol), que en ese entonces se había concebido como el segundo escalón de la pirámide del Fútbol Ecuatoriano por detrás de la Serie A hasta que se la consideró como tal hasta 1970, ya que un año después se conformaría la Serie B, convirtiendo a este torneo en el actual 3er. escalón, en esta primera edición se decidió jugarla en un principio en dos zonales de los cuales clasificarían los 4 equipos para el Campeonato Ecuatoriano de Fútbol 1968 y ahí se jugaría un cuadrangular para definir al campeón, pero por motivos extra deportivos no se pudo hacer y se decidió jugarse como las Copa de Guayaquil 1967 y Copa Interandina 1967 y en la cual los campeones y subcampeones de ambas zonas serían reconocidas como campeones y subcampeones del torneo de 2.ª. Categoría, aquí diremos algunos de los motivos;
- La mala organización en decidir como iría a ser el torneo.

- La Zona Costa había comenzado tarde debido a que se tenía que conocer al último equipo que participaría y que saldría del Campeonato de Fútbol de Segunda Categoría de Guayas 1967

- La huelga por parte de los equipos de 9 de Octubre, Ferroviarios y Everest, ya que ellos no estaban seguros de seguir participando por motivos económicos en especial si era necesario ya que algunos encuentros de los cuadros guayaquileños hacían de local en Manta

El Deportivo Quito por la Zona Sierra y Everest por la Zona Costa lograron su primer título, mientras que Aucas por la Zona Sierra y Estibadores Navales por la Zona Costa obtuvieron su primer subtítulo y las 4 escuadras jugaron en el Campeonato Ecuatoriano de Fútbol 1968.

## Sistema de campeonato
El sistema del torneo comprendreron de 2 zonales de los cuales los equipos mejor ubicados en cada uno de los zonales fueron reconocidos como campeón y subcampeón de la 2.ª categoría y ascendieron para jugar el Campeonato Ecuatoriano de Fútbol 1968.
Zona Sierra
Se jugaron con 5 equipos de los cuales hubo 10 fechas de las cuales se jugaron en encuentros de ida y vuelta tras finalizar dicha etapa los dos equipos mejor ubicados participaron en el Campeonato Ecuatoriano de Fútbol 1968 y definieron en una final a un solo partido quien es el campeón y subcampeón de la 2.ª categoría.
Zona Costa
Se jugaron con 7 equipos de los cuales el torneo constó de 14 fechas de las cuales fueron encuentros de ida y vuelta al finalizar las 14 fechas, los equipos que estén en el 1.º y 2.º puesto no solamente jugaron el Campeonato Ecuatoriano de Fútbol 1968, sino también fueron reconocidos como campeón y subcampeón de la 2.ª categoría

## Equipos participantes
Los equipos participantes se clasificaron de 2 maneras la primera en la cual el campeón y subcampeón del torneo provincial a esto sumado a los 3 equipos que no lograron clasificarse al Campeonato Ecuatoriano de Fútbol 1967.
Zona Sierra
| Equipo                      | Vía de clasificación                                 |
| --------------------------- | ---------------------------------------------------- |
| San Lorenzo de La Vicentina | 5° de la Copa Interandina 1967                       |
| Universidad Católica        | 6° de la Copa Interandina 1967                       |
| Deportivo Ambato            | Subcampeón de la Copa Tungurahua 1967                |
| Deportivo Quito             | Campeón del Campeonato de Promoción de AFNA 1967.    |
| Aucas                       | Subcampeón del Campeonato de Promoción de AFNA 1967. |

Zona Costa
| Equipo              | Vía de clasificación                            |
| ------------------- | ----------------------------------------------- |
| 9 de Octubre        | 5° de la Copa de Guayaquil 1967.                |
| Ferroviarios        | 6° de la Copa de Guayaquil 1967.                |
| Norte América       | 7° de la Copa de Guayaquil 1967.                |
| Everest             | Campeón de la Segunda Categoría del Guayas 1967 |
| América de Manta    | Subcampeón de la Copa Manabí 1967               |
| Estibadores Navales | 3° de la Copa Manabí 1967                       |
| Juventud Italiana   | 4° de la Copa Manabí 1967                       |

## Zona Sierra

### Partidos y resultados
| Fecha 1          | Fecha 1   | Fecha 1              |
| Equipo Local     | Resultado | Equipo Visitante     |
| ---------------- | --------- | -------------------- |
| Aucas            | 2 - 1     | Universidad Católica |
| San Lorenzo (LV) | 2 - 0     | Deportivo Quito      |

| Fecha 2          | Fecha 2   | Fecha 2          |
| Equipo Local     | Resultado | Equipo Visitante |
| ---------------- | --------- | ---------------- |
| Deportivo Ambato | 1 - 2     | Deportivo Quito  |
| Aucas            | 1 - 1     | San Lorenzo (LV) |

| Fecha 3          | Fecha 3   | Fecha 3              |
| Equipo Local     | Resultado | Equipo Visitante     |
| ---------------- | --------- | -------------------- |
| Aucas            | 3 - 0     | Deportivo Ambato     |
| San Lorenzo (LV) | 2 - 2     | Universidad Católica |

| Fecha 4              | Fecha 4   | Fecha 4          |
| Equipo Local         | Resultado | Equipo Visitante |
| -------------------- | --------- | ---------------- |
| Universidad Católica | 1 - 1     | Deportivo Quito  |
| San Lorenzo (LV)     | 2 - 3     | Deportivo Ambato |

| Fecha 5          | Fecha 5   | Fecha 5              |
| Equipo Local     | Resultado | Equipo Visitante     |
| ---------------- | --------- | -------------------- |
| Deportivo Ambato | 0 - 6     | Universidad Católica |
| Aucas            | 0 - 0     | Deportivo Quito      |

| Fecha 6              | Fecha 6   | Fecha 6          |
| Equipo Local         | Resultado | Equipo Visitante |
| -------------------- | --------- | ---------------- |
| Deportivo Quito      | 1 - 1     | Aucas            |
| Universidad Católica | 4 - 0     | Deportivo Ambato |

| Fecha 7          | Fecha 7   | Fecha 7              |
| Equipo Local     | Resultado | Equipo Visitante     |
| ---------------- | --------- | -------------------- |
| Deportivo Quito  | 1 - 0     | Universidad Católica |
| Deportivo Ambato | 1 - 3     | San Lorenzo (LV)     |

| Fecha 8              | Fecha 8   | Fecha 8          |
| Equipo Local         | Resultado | Equipo Visitante |
| -------------------- | --------- | ---------------- |
| Deportivo Ambato     | 2 - 1     | Aucas            |
| Universidad Católica | 0 - 2     | San Lorenzo (LV) |

| Fecha 9          | Fecha 9   | Fecha 9          |
| Equipo Local     | Resultado | Equipo Visitante |
| ---------------- | --------- | ---------------- |
| Deportivo Quito  | 6 - 2     | Deportivo Ambato |
| San Lorenzo (LV) | 0 - 1     | Aucas            |

| Fecha 10             | Fecha 10  | Fecha 10         |
| Equipo Local         | Resultado | Equipo Visitante |
| -------------------- | --------- | ---------------- |
| Universidad Católica | 4 - 2     | Aucas            |
| Deportivo Quito      | 3 - 1     | San Lorenzo (LV) |

### Tabla de posiciones
|  |  |    | Equipo                      | PJ | PG | PE | PP | GF | GC | DG  | PTS |
|  |  | -- | --------------------------- | -- | -- | -- | -- | -- | -- | --- | --- |
|  |  | 1. | Deportivo Quito             | 8  | 4  | 3  | 1  | 14 | 8  | +6  | 11  |
|  |  | 2. | Aucas                       | 8  | 3  | 3  | 2  | 11 | 9  | +2  | 9   |
|  |  | 3. | Universidad Católica        | 8  | 3  | 2  | 3  | 18 | 10 | +8  | 8   |
|  |  | 4. | San Lorenzo de La Vicentina | 8  | 3  | 2  | 3  | 13 | 11 | +2  | 8   |
|  |  | 5. | Deportivo Ambato            | 8  | 2  | 0  | 6  | 9  | 27 | -18 | 4   |

PJ = Partidos jugados; PG = Partidos ganados; PE = Partidos empatados; PP = Partidos perdidos; GF = Goles a favor; GC = Goles en contra; DG = Diferencia de gol; PTS = Puntos
|  | Ascendieron a la Primera División 1968 y Disputaron la Final del campeonato. |

### Final del campeonato
La disputaron entre Deportivo Quito y Aucas, ganando el equipo Chulla.
| Fecha                                                 | Ciudad | Equipo local        | Resultado | Equipo visitante |
| ----------------------------------------------------- | ------ | ------------------- | --------- | ---------------- |
| 16 de diciembre                                       | Quito  | Deportivo Quito (C) | 1 - 0     | Aucas            |
| Deportivo Quito es el campeón con el marcador de 1-0. |        |                     |           |                  |

### Campeón
|                                                                          |
| Sociedad Deportivo Quito 1.er título Ascendió a la Primera División 1968 |
| También ascendió Sociedad Deportiva Aucas como vicecampeón.              |

## Zona Costa

### Partidos y resultados
| Fecha 1       | Fecha 1   | Fecha 1             |
| Equipo Local  | Resultado | Equipo Visitante    |
| ------------- | --------- | ------------------- |
| 9 de Octubre  | 2 - 0     | Ferroviarios        |
| Everest       | 5 - 0     | Estibadores Navales |
| Norte América | 1 - 0     | Juventud Italiana   |

| Fecha 2          | Fecha 2   | Fecha 2           |
| Equipo Local     | Resultado | Equipo Visitante  |
| ---------------- | --------- | ----------------- |
| América de Manta | 0 - 5     | Everest           |
| 9 de Octubre     | 1 - 0     | Norte América     |
| Ferroviarios     | 0 - 5     | Juventud Italiana |

| Fecha 3             | Fecha 3   | Fecha 3          |
| Equipo Local        | Resultado | Equipo Visitante |
| ------------------- | --------- | ---------------- |
| Estibadores Navales | 7 - 0     | América de Manta |
| Norte América       | 0 - 2     | Ferroviarios     |
| Juventud Italiana   | 2 - 0     | 9 de Octubre     |

| Fecha 4             | Fecha 4   | Fecha 4           |
| Equipo Local        | Resultado | Equipo Visitante  |
| ------------------- | --------- | ----------------- |
| América de Manta    | 5 - 0     | 9 de Octubre      |
| Everest             | 5 - 0     | Norte América     |
| Estibadores Navales | 4 - 0     | Juventud Italiana |

| Fecha 5           | Fecha 5   | Fecha 5             |
| Equipo Local      | Resultado | Equipo Visitante    |
| ----------------- | --------- | ------------------- |
| Norte América     | 0 - 6     | Estibadores Navales |
| Ferroviarios      | 0 - 5     | Everest             |
| Juventud Italiana | 0 - 1     | América de Manta    |

| Fecha 6             | Fecha 6   | Fecha 6          |
| Equipo Local        | Resultado | Equipo Visitante |
| ------------------- | --------- | ---------------- |
| América de Manta    | 1 - 0     | Norte América    |
| Everest             | 5 - 0     | 9 de Octubre     |
| Estibadores Navales | 2 - 0     | Ferroviarios     |

| Fecha 7           | Fecha 7   | Fecha 7             |
| Equipo Local      | Resultado | Equipo Visitante    |
| ----------------- | --------- | ------------------- |
| 9 de Octubre      | 0 - 2     | Estibadores Navales |
| Juventud Italiana | 0 - 5     | Everest             |
| Ferroviarios      | 1 - 0     | América de Manta    |

| Fecha 8             | Fecha 8   | Fecha 8           |
| Equipo Local        | Resultado | Equipo Visitante  |
| ------------------- | --------- | ----------------- |
| América de Manta    | 1 - 1     | Ferroviarios      |
| Estibadores Navales | 5 - 2     | 9 de Octubre      |
| Everest             | 5 - 0     | Juventud Italiana |

| Fecha 9       | Fecha 9   | Fecha 9             |
| Equipo Local  | Resultado | Equipo Visitante    |
| ------------- | --------- | ------------------- |
| Norte América | 0 - 2     | América de Manta    |
| 9 de Octubre  | 0 - 5     | Everest             |
| Ferroviarios  | 2 - 3     | Estibadores Navales |

| Fecha 10            | Fecha 10  | Fecha 10          |
| Equipo Local        | Resultado | Equipo Visitante  |
| ------------------- | --------- | ----------------- |
| América de Manta    | 2 - 2     | Juventud Italiana |
| Everest             | 2 - 0     | Ferroviarios      |
| Estibadores Navales | 8 - 0     | Norte América     |

| Fecha 11          | Fecha 11  | Fecha 11            |
| Equipo Local      | Resultado | Equipo Visitante    |
| ----------------- | --------- | ------------------- |
| 9 de Octubre      | 2 - 2     | América de Manta    |
| Norte América     | 0 - 3     | Everest             |
| Juventud Italiana | 0 - 2     | Estibadores Navales |

| Fecha 12         | Fecha 12  | Fecha 12            |
| Equipo Local     | Resultado | Equipo Visitante    |
| ---------------- | --------- | ------------------- |
| América de Manta | 0 - 2     | Estibadores Navales |
| Ferroviarios     | 2 - 2     | Norte América       |
| 9 de Octubre     | 2 - 2     | Juventud Italiana   |

| Fecha 13          | Fecha 13  | Fecha 13         |
| Equipo Local      | Resultado | Equipo Visitante |
| ----------------- | --------- | ---------------- |
| Everest           | 1 - 0     | América de Manta |
| Norte América     | 2 - 0     | 9 de Octubre     |
| Juventud Italiana | 3 - 3     | Ferroviarios     |

| Fecha 14            | Fecha 14  | Fecha 14         |
| Equipo Local        | Resultado | Equipo Visitante |
| ------------------- | --------- | ---------------- |
| Ferroviarios        | 2 - 2     | 9 de Octubre     |
| Estibadores Navales | 2 - 0     | Everest          |
| Juventud Italiana   | 9 - 1     | Norte América    |

### Tabla de posiciones
|  |  |    | Equipo              | PJ | PG | PE | PP | GF | GC | DG  | PTS |
|  |  | -- | ------------------- | -- | -- | -- | -- | -- | -- | --- | --- |
|  |  | 1. | Everest             | 12 | 11 | 0  | 1  | 46 | 2  | +44 | 22  |
|  |  | 2. | Estibadores Navales | 12 | 11 | 0  | 1  | 43 | 9  | +34 | 22  |
|  |  | 3. | América de Manta    | 12 | 4  | 3  | 5  | 14 | 21 | -7  | 11  |
|  |  | 4. | Juventud Italiana   | 12 | 3  | 4  | 5  | 23 | 24 | -1  | 10  |
|  |  | 5. | Ferroviarios        | 12 | 2  | 4  | 6  | 13 | 27 | -14 | 8   |
|  |  | 6. | 9 de Octubre        | 12 | 2  | 3  | 7  | 9  | 32 | -23 | 7   |
|  |  | 7. | Norte América       | 12 | 2  | 1  | 9  | 6  | 39 | -33 | 5   |

PJ = Partidos jugados; PG = Partidos ganados; PE = Partidos empatados; PP = Partidos perdidos; GF = Goles a favor; GC = Goles en contra; DG = Diferencia de gol; PTS = Puntos
|  | Ascendieron a la Primera División 1968 y Disputaron la Final del campeonato |

### Final del campeonato
La disputaron entre Everest y Estibadores Navales, ganando el equipo baisano.
| Fecha                                         | Ciudad    | Equipo local | Resultado | Equipo visitante    |
| --------------------------------------------- | --------- | ------------ | --------- | ------------------- |
| 21 de enero de 1968                           | Guayaquil | Everest (C)  | 5 - 0     | Estibadores Navales |
| Everest es el campeón con el marcador de 5-0. |           |              |           |                     |

### Campeón
|                                                                        |
| Club Deportivo Everest 1.er título Ascendió a la Primera División 1968 |
| También ascendió Club Deportivo Estibadores Navales como vicecampeón.  |